# SC DJK Everswinkel
Der SC DJK Everswinkel (offiziell: Sportclub Deutsche Jugendkraft Everswinkel e.V..) ist ein Sportverein aus Everswinkel im Kreis Warendorf.

## Geschichte und Sportarten
Ältester Stammverein ist der im Jahre 1908 gegründete TV Everswinkel. Dieser löste sich gegen Ende des Zweiten Weltkriegs auf und wurde am 1. November 1945 als DJK Everswinkel neu gegründet. Schon am 15. November 1945 erfolgte die Umbenennung in SC Everswinkel. Parallel dazu entstand im Jahre 1932 der Verein DJK Adler Everswinkel, der sich zwei Jahre später wieder auflöste. Im Jahre 1959 entstand mit der DJK St. Magnus Everswinkel ein Nachfolgeverein. Im Jahre 1975 fusionierte der SC Everswinkel und die DJK St. Magnus Everswinkel zum heutigen SC DJK Everswinkel.
Der Verein bietet die Sportarten Aikidō, Badminton, Basketball, Fußball, Handball, Judo, Leichtathletik, Sportschießen, Tanzen, Tennis, Tischtennis und Volleyball an.

## Frauenhandball

### Geschichte
Die erste Damenmannschaft des SC DJK Everswinkel spielte seit 2008 in der viertklassigen Oberliga Westfalen. In der Saison 2014/15 wurden die Everswinkelerinnen Vizemeister hinter der HSG Menden-Lendringhausen. Zwei Jahre später folgte eine erneute Vizemeisterschaft, dieses Mal hinter der SG Menden Sauerland Wölfe. Im Jahre 2016 übernahm die ehemalige Nationalspielerin Franziska Heinz das Traineramt. In der Saison 2021/22 folgte die dritte Vizemeisterschaft, dieses Mal hinter Handball Bad Salzuflen. Im Jahr 2023 übernahmen Raphael Wierbrügge und Petra Fichter das Traineramt der Mannschaft, die sich in der folgenden Saison 2023/24 die Meisterschaft und auch über die Aufstiegsrelegation die Qualifikation für die 3. Liga 2024/25 sicherte. Jedoch musste die Mannschaft in der Saison 2024/25 als abgeschlagener Tabellenletzter direkt wieder absteigen.
In der Saison 2008/09 nahm der SC DJK Everswinkel am DHB-Pokal der Frauen teil und schied bereits in der ersten Runde nach einer 23:26-Niederlage gegen den TB Wülfrath aus. Die zweite Damenmannschaft spielt in Landesliga im Handballverband Westfalen.

### Erfolge
- Teilnahme am DHB-Pokal der Frauen: 2008/09
- Aufstieg in die 3. Liga: 2024
- Meister Oberliga Westfalen (4. Liga): 2024

## Männerhandball
Die Herrenmannschaft des SC DJK Everswinkel spielen in der Landesliga des Handballverbands Westfalen. Sie sind in der Saison 2022/2023 aus der Münsterlandliga hierhin aufgestiegen. Die Mannschaft wird trainiert von Andreas Schwartz & Christian Obens.
Mit Ablauf der Saison 2024/2025 wird die letzte verbleibende Herrenmannschaft vom Spielbetrieb abgemeldet.

## Fußball

### Geschichte
Die Fußballer des SC DJK Everswinkel spielten von 1977 bis 1981 und von 1984 bis 1987 in der Bezirksliga. Größter Erfolg war der dritte Platz in der Saison 1978/79. Seit dem Aufstieg im Jahre 2016 spielen die Everswinkeler in der Kreisliga A Münster-Warendorf.

### Persönlichkeiten
- Noreen Günnewig, wurde Bundesligaspielerin beim SV Meppen
- Julian Westermann, wurde Drittligaspieler bei Preußen Münster.

### Stadion
Die Heimspiele werden im Sportpark Wester ausgetragen, das Platz für bis zu 4000 Zuschauer bietet. Es wird auf Naturrasen gespielt.